# Visceral Bleeding
Visceral Bleeding é uma banda de technical/brutal death metal formada na Suécia em 1999.

## Integrantes
Atual
- Johan Bergström - Vocal
- Tobias Persson - Bateria

Ex-membros
- Martin Germ Bermheden - Guitarra
- Martin Pedersen - Vocals
- Dennis Rndum - Vocal/Bateria
- Tommy Karlsson - Vocal
- Peter Persson - Guitarra
- Niklas Dewerud - Bateria
- Marcus Nilsson - Guitarra
- Calle Lfgren - Baixo

## Discografia
Álbuns de estúdio
- Remnants of Deprivation (2002)
- Transcend Into Ferocity (2004)
- Absorbing the Disarray (2007)

Compilação
- Remnants Revived (2005)

Demo
- Internal Decomposition (Demo, 2000)